# Mathieu Kassovitz
Mathieu Kassovitz, född 3 augusti 1967 i Paris, är en fransk filmregissör, manusförfattare, skådespelare och filmproducent. Kassovitz är ansedd som en av de största talangerna inom nutida fransk film. Hos den breda publiken är han bland annat känd för rollen som Nino i den franska filmen Amelie från Montmartre men har även regisserat en rad framgångsrika filmer som Medan vi faller och De blodröda floderna.

## Biografi

### Uppväxt och influenser
Det var ingen slump att Mathieu Kassovitz började arbeta inom filmen. Hans far Peter Kassovitz är regissör inom både film och tv och hans mor Chantal Remy är klippare. Han såg mycket på bio när han var liten och lät sig inspireras av skräck och science fiction istället för de mer klassiska och inhemska filmerna. Det var speciellt de yngre amerikanska regissörerna på 70-talet som fångade hans intresse mest. Steven Spielberg var en stor inspirationskälla för den unge Kassovitz, och han påstår också att han under ett helt år såg George Lucas film Sista natten med gänget en gång i veckan.
Att amerikansk film varit en stor inspirationskälla för honom har Mathieu Kassovitz visat flera gånger genom de otaliga referenser han gett till dessa filmer i sina egna verk. I Medan vi faller från 1995 visar han flera gånger vad som skapat honom som regissör. Frasen The World Is Yours tagen från Scarface syns skriven på en billboard, förolämpningen Your Mother Sucks Bears står på en vägg, tagen ifrån Raging Bull och i spegeln imiterar karaktären Vinz Robert De Niro från Taxi Driver. Det är inte svårt att se att det var just denna våg av filmskapare som inspirerade Kassovitz, regissörer som Brian De Palma, Steven Spielberg, George Lucas och Martin Scorsese. Men det var inte bara deras filmer som formade Kassovitz utan även deras unga ålder vid den tid då de slog igenom.

### Kortfilmer
Mathieu Kassovitz gick till skillnad från de flesta nya unga regissörer aldrig på någon filmskola. Han slutade istället skolan helt vid 17 års ålder och började ägna sig allt mer åt filmen. Det faktum att så många av hans föregångare lyckats göra filmer vid en så låg ålder inspirerade honom till att på egen hand göra sin första kortfilm Fierrot le pou år 1990. Det var under arbetet på denna film som han mötte producenten Christophe Rossignon, producenten som skulle stå bakom bland annat Medan vi faller.
Rossignon såg till att Kassovitz fick göra ännu en kortfilm, och denna hette Cauchemar blanc. Redan här arbetade Kassovitz med temat kring rasism då kortfilmen följer några vita rasisters misslyckanden i att döda en afrikansk man. Här behandlades också förorten som ämne och tillsammans med rasismen skulle dessa två ämnen bli de två största grundstenarna i Medan vi faller. Den sista kortfilmen som Kassovitz gjorde innan han tog steget till långfilmen var Assassin... som fem år senare utvecklades till Kassovitz tredje långfilm Assassin(s).

### Långfilmer
Vid 24 års ålder långfilmsdebuterade Mathieu Kassovitz med Métisse 1993. Han var då yngre än både Orson Welles då han gjorde Citizen Kane, också George Lucas då han debuterade med THX 1138 och yngre än Steven Spielberg när hans film Sugarland Express släpptes. Filmen tog åter upp de frågor som hans tidigare filmer hade handlat, rasism och invandring och Kassovitz spelade själv en av de två huvudrollerna. Men någon större uppmärksamhet följde inte och Métisse var inte det stora genombrott som Kassovitz hade hoppats på. Filmen tog hem två priser på Paris Film Festival, både till Kassovitz för bästa skådespelare och juryns specialpris, men den stora publiken uteblev.
Det var samma år, 1993, som Kassovitz började skriva manuset till sin nästa film Medan vi faller, och denna gång tog han både hem priser och drog en bred publik. Filmen gick upp på fransk bio 1995 och blev en stor framgång både i hemlandet och i utlandet. Detta var den första gången som Kassovitz lyckats visa upp de ämnen han behandlat under så lång tid på ett sätt som fick den stora massan att intressera sig för filmen, men det var också toppen av hans karriär som regissör. Han har sedan Medan vi faller regisserat fem långfilmer: Assassin(s), De blodröda floderna och Rebellion i Frankrike, samt Gothika och Babylon A.D. i USA.
Som skådespelare har Mathieu Kassovitz upplevt en framgångsrik karriär både i Frankrike, men också internationellt. Mest känd är han för rollen i Jean-Pierre Jeunets film Amelie från Montmartre som karaktären Nino Quincampoix. Han har även gjort mindre roller i större internationella filmer som Jakob the Liar regisserad av hans far Peter Kassovitz, Luc Bessons Det femte elementet och till och med i hans idol Steven Spielbergs film München.

## Filmografi (i urval)

### Roller
- 1992 - Assassins...
- 1993 - Métisse - Felix
- 1994 - Se männen falla - Johnny
- 1995 - Nyheter från Gud - sjukvårdare
- 1996 - Den diskrete hjälten - Albert Dehousse
- 1997 - Assassin(s)
- 1997 - Det femte elementet - rånare
- 1999 - Jakob the Liar - Herschel
- 2001 - Amelie från Montmartre - Nino Quicampoix
- 2001 - Birthday Girl - Yuri
- 2002 - Asterix & Obelix: Uppdrag Kleopatra
- 2005 - München - Robert
- 2006 - Avida
- 2011 - Haywire
- 2016 – Krig och fred (TV-serie)
- 2015 – Falsk identitet (TV-serie)

### Regi
- 1990 - Fierrot le pou
- 1991 - Cauchemar blanc
- 1992 - Assassins...
- 1993 - Métisse
- 1995 - Medan vi faller (La Haine)
- 1997 - Assassin(s)
- 2000 - De blodröda floderna
- 2003 - Gothika
- 2008 - Babylon A.D.
- 2011 - Rebellion

### Manus
- 1990 - Fierrot le pou
- 1991 - Cauchemar blanc
- 1992 - Assassins...
- 1993 - Métisse
- 1995 - Medan vi faller
- 1997 - Assassin(s)
- 2000 - De blodröda floderna
- 2008 - Babylon A.D.